# Вест-хайленд-вайт-тер'єр
Вест-хайленд-вайт-тер'єр — порода собак за 3 групою МКФ.

## Походження
Вест-хайленд-вайт-тер'єр з самого початку створювався як мисливська порода собак, використовувалася спочатку для піймання тварин, що мешкають в норах, ця маленька, метка собака цілком здатна була пролізти за жертвою і витягти її на вулицю. Батьківщина вест-хайленд-вайт-тер'єра — Шотландія.
Попри мініатюрні розміри цих собак, вони дуже працездатні, тому їх довгий час використовували для полювання на таких тварин як борсуки, лисиці і так далі. Це досить давня порода, час появи якої на світ, на жаль, так і не встановлено. Найімовірніше ця порода походить від шотландського тер'єра, колись так само жившого в цих краях.
Є версія, що вест-хайленд-вайт-тер'єри — нащадки керн-тер'єрів, розводиться в окрузі Агрілл в Англії.

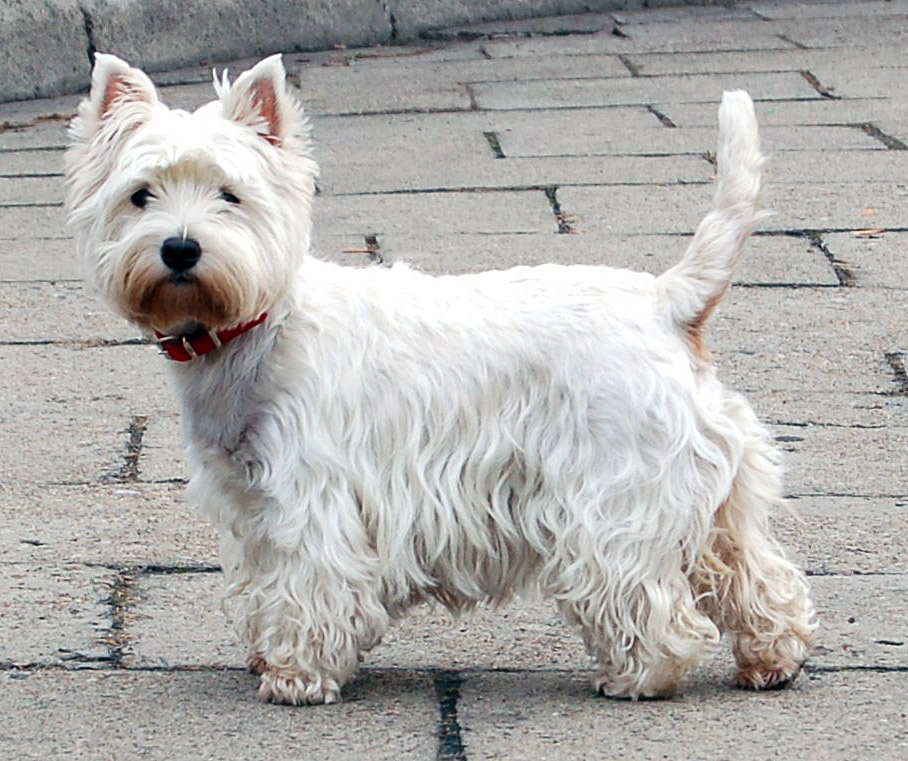
Вест-хайленд-вайт-тер'єр.

## Зовнішній вигляд
- Маленький собака, зростом не перевищує двадцяти восьми сантиметрів, і вагою не більше десяти кілограмів.
- Шерсть у таких собак середньої довжини, забарвлення обов'язково чисто-біле.
- Тіло маленьке, лапи пропорційні тілу, голова велика.
- Вуха високо посаджені, невеликі, стирчать.
- Мочка носа чорна.
- Хвіст товстий біля основи й звужується до кінця.

## Характер
Такий компактний собака, як вест-хайленд-вайт-тер'єр, цілком здатен жити в міській квартирі, однак навіть у місті, йому потрібен регулярний вигул. Ретельний догляд за шерстю не відніме у господарів багато часу. Однак для підтримки білосніжної шерсті в належному вигляді, доведеться її регулярно вичісувати. Мити рекомендується тільки при необхідності — якщо собака дуже забрудниться. Якщо вихованець учасник виставок, то перед виставкою потрібно робити тримінг. Це веселі й непосидючі собаки, що вимагають постійної уваги до себе. Вони володіють дзвінким голосом. Безмежно довіряють своєму господареві й завжди готові стати на його захист, навіть попри те, що дуже маленькі, вони володіють відважним характером.